# Sainte-Marie-Cappel
Sainte-Marie-Cappel település Franciaországban, Nord megyében. Lakosainak száma 835 fő (2022. január 1.). Sainte-Marie-Cappel Oxelaëre, Cassel, Hondeghem, Saint-Sylvestre-Cappel és Terdeghem községekkel határos.

## Népesség
A település népessége az elmúlt években az alábbi módon változott:
| Lakosok száma | 854  | 870  | 899  | 877  | 879  | 902  | 880  | 857  | 835  |
|               | 2013 | 2015 | 2016 | 2017 | 2018 | 2019 | 2020 | 2021 | 2022 |